# Bulevardul Fluieră vântu
Bulevardul „Fluieră vântu” este un film românesc din 1950 regizat de Jean Mihail. Rolurile principale au fost interpretate de actorii Alexandru Giugaru, Ion Finteșteanu, Alexandru Ionescu Ghibericon.
Este o satiră politică bazată pe piesa de teatru Bulevardul împăcării de Aurel Baranga. A fost filmat în toamna anului 1950.

## Distribuție
Distribuția filmului este alcătuită din:
- Alexandru Ionescu Ghibericon — Pohrib
- Radu Beligan
- Alexandru Giugaru
- Vasile Tomazian
- Cella Dima
- Vladimir Maximilian — Manole
- Jules Cazaban
- Ion Finteșteanu — Vascris
- Marcela Rusu
- George Timică